# Xiangdong, Fujian
Xiangdong (kinesiska: 象洞) är en köping i sydöstra Kina. Den ligger i Wuping härad i staden Longyan i provinsen Fujian, omkring 330 kilometer sydväst om provinshuvudstaden Fuzhou. Antalet invånare är 10 564. Befolkningen består av 5 338 kvinnor och 5 226 män. Barn under 15 år utgör 15,0 %, vuxna 15-64 år 71 %, och äldre över 65 år 13,0 %.